# Karin Konoval
Karin Konoval (Baltimora, 4 luglio 1961) è un'attrice statunitense.

## Biografia
Nata a Baltimora, nel Maryland, Karin Konoval si trasferì in Canada con la sua famiglia la sua infanzia l'ha trascorsa a Edmonton, Alberta dove originariamente ha studiato come ballerina. Dopo la laurea presso l'Università dell'Alberta, si è trasferita a Vancouver, in Colombia per perseguire la carriera di attrice. La sua scrittura è stata pubblicata in varie antologie e riviste letterarie e in onda su CBC Radio. Come artista ha avuto molte gallerie personali e mostre dei suoi quadri per un pubblico in crescita.

### Carriera
È apparsa in ruoli da protagonista in numerose serie TV e anche in diversi film. Ha ricoperto i ruoli di Maurice l'Orangotango ne L'alba del pianeta delle scimmie e Apes Revolution - Il pianeta delle scimmie, la signora Peacock in una puntata di X-Files e il ruolo principale di Mary Leonard in Cable Beach, per il quale ha ricevuto un premio Philip Borsos. Ha ricevuto numerosi riconoscimenti per il suo lavoro in teatro, interpretando ruoli da protagonista in classici contemporanei e una vasta gamma di musical.

## Filmografia

### Cinema
- Maternal Instincts, regia di George Kaczender (1996)
- The Alley, regia di Bill Dow - cortometraggio (1998)
- My 5 Wives, regia di Sidney J. Furie (2000)
- Scooby-Doo 2 - Mostri scatenati (Scooby Doo 2: Monsters Unleashed), regia di Raja Gosnell (2004)
- Alone in the dark, regia di Uwe Boll (2005)
- Black Christmas - Un Natale rosso sangue (Black Christmas), regia di Glen Morgan (2006)
- Il bacio che aspettavo (In the Land of Women), regia di Jon Kasdan (2007)
- 2012, regia di Roland Emmerich (2009)
- Diario di una schiappa (Diary of a Wimpy Kid), regia di Thor Freudenthal (2010)
- L'alba del pianeta delle scimmie (Rise of the Planet of the Apes), regia di Rupert Wyatt (2011)
- Apes Revolution - Il pianeta delle scimmie (Dawn of the Planet of the Apes), regia di Matt Reeves (2014)
- Step Up: All In, regia di Trish Sie (2014)
- The War - Il pianeta delle scimmie (War for the Planet of the Apes), regia di Matt Reeves (2017)
- Il regno del pianeta delle scimmie (Kingdom of the Planet of the Apes), regia di Wes Ball (2024) – cameo

### Televisione
- Due magiche gemelle (Double Double toil al trouble), regia di Stuart Margolin – film TV (1993)
- X-Files (The X-Files) – serie TV, episodio 3x04 (1995)
- Oltre i limiti (The Outer Limits) – serie TV, episodio 4x17 (1998)
- Da Vinci's Inquest – serie TV, 4 episodi (1998-2003)
- In a Class of His Own, regia di Robert Munic – film TV (1999)
- Il miracolo delle cartoline (The Miracle of the Cards), regia di Mark Griffiths – film TV (2001)
- La vera storia di Biancaneve (Snow White: The Fairest of Them All), regia di Caroline Thompson – film TV (2001)
- 14 Hours, regia di Gregg Champion – film TV (2005)
- Psych – serie TV, episodio 2x12 (2008)
- Il ragazzo della porta accanto (The Boy Next Door), regia di Neill Fearnley – film TV (2008)
- Tower Prep – serie TV, episodi, 1x07-1x08-1x12 (2010)
- 48 ore di terrore (Elopment), regia di George Erschbamer – film TV (2010)
- R. L. Stine's The Haunting Hour – serie TV, 4 episodi (2011-2012)
- Continuum – serie TV, episodio 2x04 (2013)
- Supernatural – serie TV, episodi, 4x11-9x07 (2009-2013)
- Seguendo una stella (The Christmas Secret), regia di Norma Bailey – film TV (2014)
- Travelers – serie TV, episodio 1x06 (2016)
- Lucifer – serie TV, episodio 2x10 (2016)
- Dirk Gently - Agenzia di investigazione olistica (Dirk Gently's Holistic Detective Agency) – serie TV, 5 episodi (2017)
- The Good Doctor – serie TV, 13 episodi (2018-2020)
- Supergirl – serie TV, episodio 4x17 (2019)
- Snowpiercer – serie TV, 15 episodi (2020-2021)
- Wild Cards – serie TV (2024-in corso)

## Doppiatrici italiane
Nelle versioni in italiano delle opere in cui ha recitato, Karin Konoval è stata doppiata da:
- Antonella Giannini in Alone in the Dark, iZombie
- Barbara Castracane in Big Sky, Snowpiercer
- Veronica Pivetti in X-Files (ep. 3x04)
- Christian Iansante in X-Files (ep. 11x03)
- Paila Pavese in Black Christmas
- Silvia Tognoloni ne Il bacio che aspettavo
- Patrizia Burul in Psych
- Emanuela Baroni in Supernatural (ep. 4x11)
- Cinzia Villari in Supernatural (ep. 9x07)
- Valeria Falcinelli in Continuum
- Flavia Fantozzi in Garage Sale Mystery: Non è oro tutto ciò che luccica
- Rita Savagnone in Travelers
- Graziella Polesinanti in Lucifer
- Giò Giò Rapattoni in Supergirl